# Estación Newton
Newton es una estación ferroviaria, ubicada en el Partido de General Belgrano, en la Provincia de Buenos Aires.

## Servicios
Es una estación intermedia del ramal entre Altamirano y Las Flores.
No presta servicios de pasajeros.
Sus vías están concesionadas a la empresa privada de cargas Ferrosur Roca. Sin embargo, el último tren que corrió por este ramal fue en 2005.